# Pycnoschema kisoa
Pycnoschema kisoa är en skalbaggsart som beskrevs av Roger Paul Dechambre 1986. Pycnoschema kisoa ingår i släktet Pycnoschema och familjen Dynastidae. Inga underarter finns listade i Catalogue of Life.